# Ralph Waite
Ralph Waite (White Plains, 22 giugno 1928 – Palm Desert, 13 febbraio 2014) è stato un attore statunitense.

## Filmografia

### Cinema
- Nick mano fredda (Cool Hand Luke), regia di Stuart Rosenberg (1967)
- Jim l'irresistibile detective (A Lovely Way to Die), regia di David Lowell Rich (1968)
- I brevi giorni selvaggi (Last Summer), regia di Frank Perry (1969)
- Cinque pezzi facili (Five Easy Pieces), regia di Bob Rafelson (1970)
- The Sporting Club, regia di Larry Peerce (1971)
- Io sono la legge (Lawman), regia di Michael Winner (1971)
- Grissom Gang (Niente orchidee per Miss Blandish) (The Grissom Gang), regia di Robert Aldrich (1971)
- I magnifici sette cavalcano ancora (The Magnificent Seven Ride!), regia di George McCowan (1972)
- Chato (Chato's Land), regia di Michael Winner (1972)
- Detective G (Trouble Man), regia di Ivan Dixon (1972)
- L'assassino di pietra (The Stone Killer), regia di Michael Winner (1973)
- Guardia del corpo (The Bodyguard), regia di Mick Jackson (1992)
- Cliffhanger - L'ultima sfida (Cliffhanger), regia di Renny Harlin (1993)
- Quattro zampe a San Francisco (Homeward Bound II: Lost in San Francisco), regia di David R. Ellis (1996) - voce
- La costa del sole (Sunshine State), regia di John Sayles (2002)
- Silver City, regia di John Sayles (2004)
- Letters to God, regia di David Nixon e Patrick Doughtie (2010)
- Fede e coraggio (25 Hill), regia di Corbin Bernsen (2011)

### Televisione
- Hawk l'indiano (Hawk) – serie TV, episodio 1x05 (1966)
- Bonanza – serie TV, episodio 11x18 (1970)
- Una famiglia americana (The Waltons) – serie TV, 196 episodi (1972-1981)
- Radici (Roots) – serie TV (1977)
- Reato d'innocenza (Crime of Innocence) – film TV (1985)
- La signora in giallo (Murder, She Wrote) – serie TV, episodio 5x15 (1989)
- Carnivàle – serie TV, 13 episodi (2003-2005)
- NCIS - Unità anticrimine (NCIS) – serie TV, 8 episodi (2008-2013)
- Grey's Anatomy – serie TV, episodio 6x04 (2009)
- Ace Ventura 3 (Ace Ventura: Pet Detective Jr.), regia di David M. Evans – film TV (2009)
- Bones – serie TV, 3 episodi (2009-2013)
- Il tempo della nostra vita (Days of Our Lives) – soap opera, 92 puntate (2009-2014)

## Doppiatori italiani
Nelle versioni in italiano delle opere in cui ha recitato, Ralph Waite è stato doppiato da:
- Dante Biagioni in La costa del sole, Carnivàle, CSI - Scena del crimine
- Michele Gammino in Jim l'irresistibile detective, L'assassino di pietra
- Bruno Alessandro in NCIS - Unità anticrimine, Cold Case - Delitti irrisolti
- Michele Kalamera in Nick mano fredda
- Mario Erpichini in Cinque pezzi facili
- Renato Cortesi in Io sono la legge
- Elio Zamuto in Una famiglia americana
- Stefano Satta Flores in Chato
- Marcello Tusco in Radici
- Sergio Rossi ne La signora in giallo
- Claudio Fattoretto in Guardia del corpo
- Luciano De Ambrosis in Cliffhanger - L'ultima sfida
- Emilio Cappuccio in Bones
- Giovanni Petrucci in Letters to God

Da doppiatore è sostituito da:
- Gianni Musy in Quattro zampe a San Francisco